# Konstantin Jakowlewitsch Wanschenkin

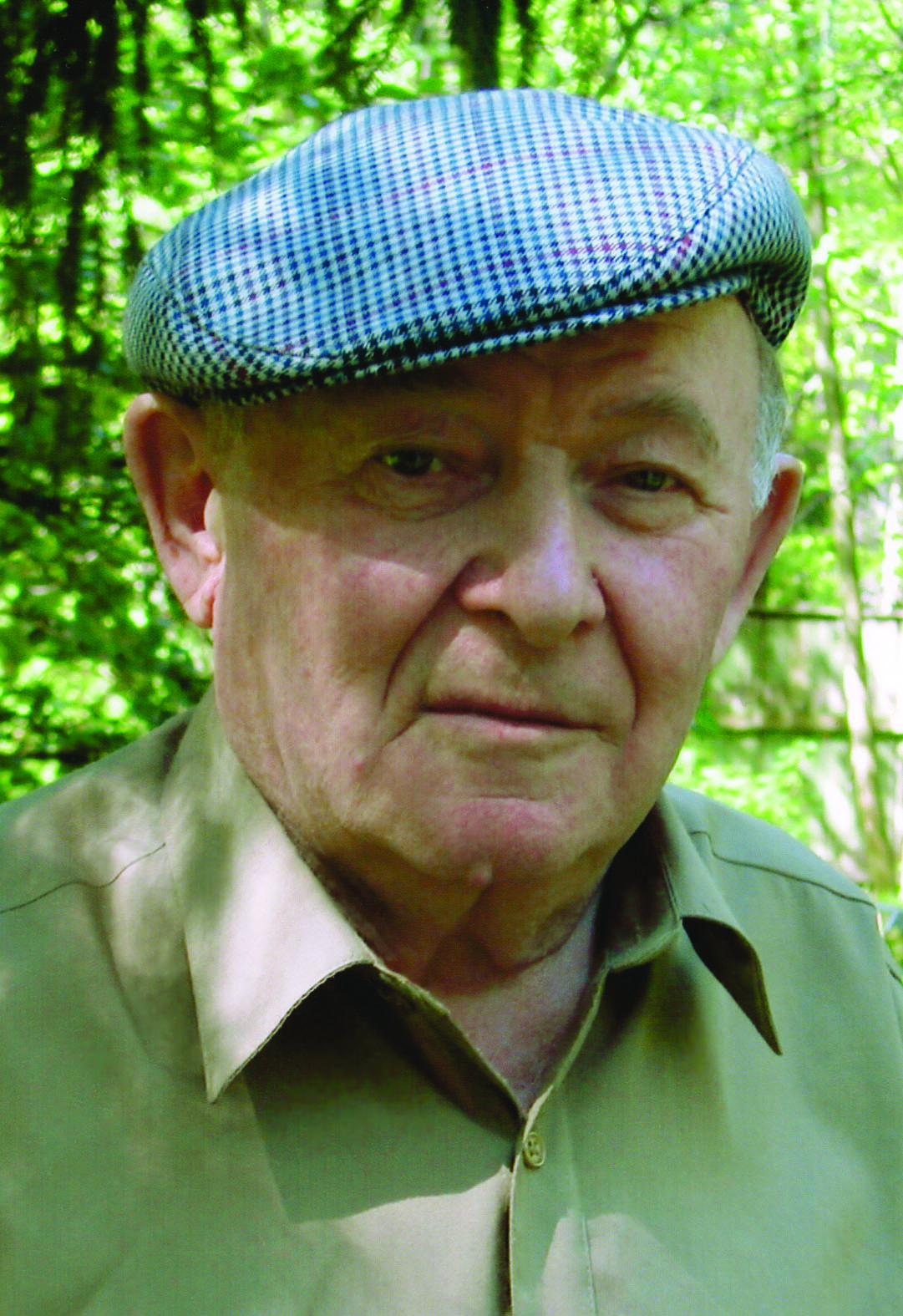

Konstantin Jakowlewitsch Wanschenkin (russisch Константин Яковлевич Ваншенкин; * 17. Dezember 1925 in Moskau; † 15. Dezember 2012 ebenda) war ein sowjetischer bzw. russischer Dichter.
Er war vor allem als Lieddichter für Musikstücke der Musiker Eduard Saweljewitsch Kolmanowski und Jan Abramowitsch Frenkel bekannt. Für Mark Naumowitsch Bernes schrieb er den Text zu Я люблю тебя, жизнь (Ich liebe dich, Leben).
Wanschenkin war mit der Autorin Inna Anatoljewna Goff (1928–1991) verheiratet.
In jungen Jahren nahm er am Deutsch-Sowjetischen Krieg bei den Luftlandetruppen der 2. Ukrainischen Front und der 3. Ukrainischen Front teil, avancierte zum Oberstleutnant und erwarb die Medaillen „Sieg über Deutschland“ und „Für die Einnahme Wiens“.
2001 erhielt er den Staatspreis der Russischen Föderation.